# Linggasari (Kembaran)
Linggasari is een bestuurslaag in het regentschap Banyumas van de provincie Midden-Java, Indonesië. Linggasari telt 5502 inwoners (volkstelling 2010).